# Termómetro de Galileo

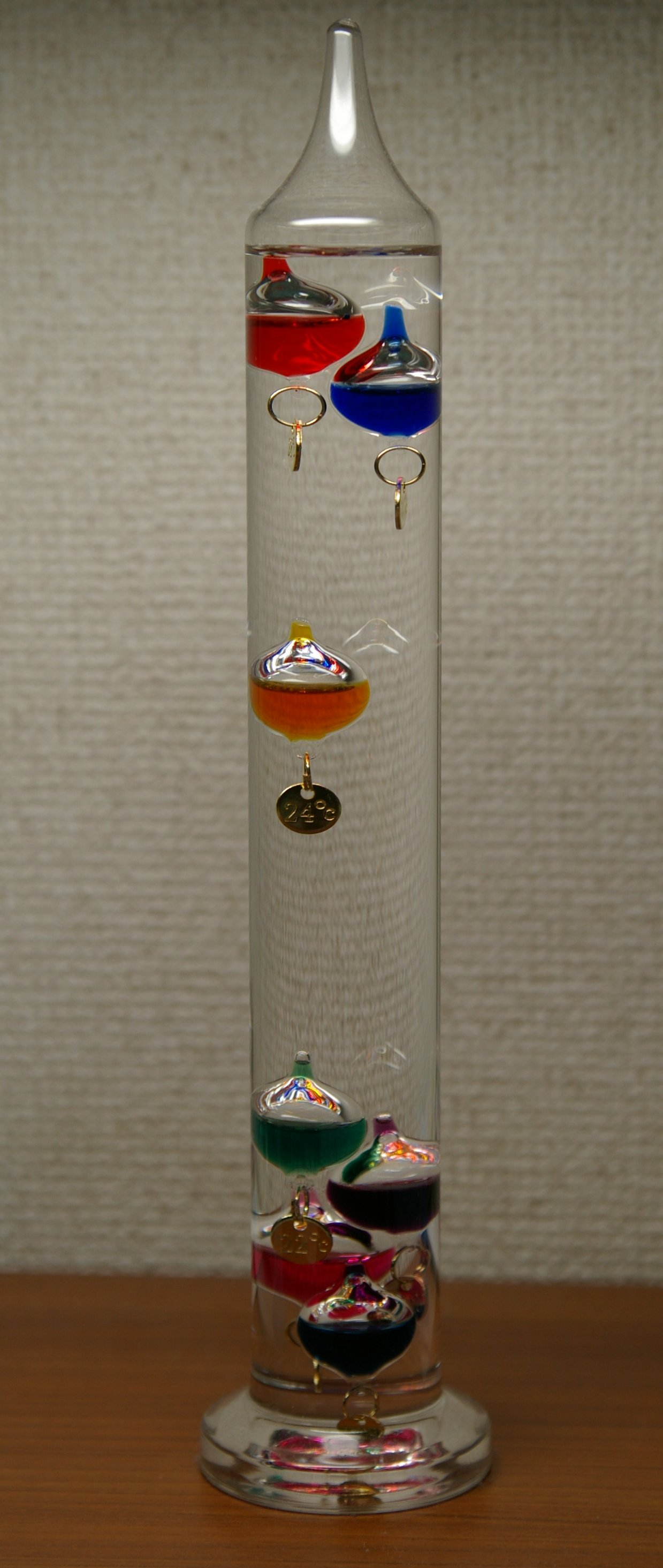
La ampolla que presenta una flotabilidad neutra (en el centro), con la chapa de 24º, muestra la temperatura.

El termómetro de Galileo es un termómetro formado por un tubo de vidrio que contiene un líquido transparente con un coeficiente de dilatación mayor que el del agua. y un conjunto de ampollas de vidrio soplado sumergidas en él.
Al aumentar la temperatura, la densidad de las ampollas se mantiene prácticamente constante, no así la del líquido, que disminuye apreciablemente. Este cambio de densidad altera la flotabilidad de las ampollas. La posición de la ampolla que presente flotabilidad neutra indica la temperatura.
Sus indicaciones están limitadas a un campo relativamente pequeño de temperaturas. Para indicar una temperatura de 18 a 26 °C con una exactitud de ±2 °C, el aparato debe contener al menos cinco ampollas. Además de la baja precisión, su alta capacidad calorífica hace que sea imposible observar los cambios bruscos de temperatura.
Fue diseñado por miembros de la Accademia del Cimento, entre los cuales se encontraban alumnos de Galileo. Aunque este termómetro fue nombrado en honor a Galileo, como muestra de reconocimiento por haber descubierto el principio en el cual se basa este termómetro —que la densidad de un líquido cambia de acuerdo con su temperatura— no fue inventado por él. Por otra parte, a Galileo sí se le atribuye la invención del termoscopio.
Los detalles del diseño de este termómetro fueron publicados en la obra Saggi di naturali esperienze fatte nell'Academia del Cimento sotto la protezione del Serenissimo Principe Leopoldo di Toscana e descritte dal segretario di essa Accademia (1666), la principal publicación de la que se tiene constancia de la Accademia. En la traducción inglesa de este trabajo (1684), se describe el dispositivo como lento y perezoso, reflejo del nombre que se dio en Italia a esta invención: el termómetro lento.